# Hydroporus zimmermanni
Hydroporus zimmermanni là một loài bọ cánh cứng trong họ Bọ nước. Loài này được J.Müller miêu tả khoa học năm 1926.